# ژارباس
ژارباس (پرتغالی: Jarbas؛ زادهٔ ۱۷ سپتامبر ۱۹۵۷) بازیکن فوتبال اهل برزیل بود.
از باشگاه‌هایی که در آن بازی کرده‌است می‌توان به باشگاه فوتبال گوارانی اشاره کرد. وی همچنین در تیم ملی فوتبال برزیل بازی کرده‌است.